# Aquiles Côrtes Guimarães
Aquiles Côrtes Guimarães (21 de Junho de 1937, Aimorés, MG - 28 de Junho de 2016, Rio de Janeiro, RJ) foi um professor, filósofo, e filósofo do direito Brasileiro.

## Biografia
Nascido em Aimorés, cursou e formou-se simultaneamente em direito, pela Universidade Federal Fluminense, e em filosofia, pela Universidade Federal do Rio de Janeiro em 1967. Em 1977, concluiu seu mestrado em Filosofia, também pela UFRJ, com a dissertação “Existência e Verdade no Pensamento de Farias Brito”. Em 1979, tornou-se sub-chefe do departamento de Filosofia da UFRJ. Em 1982, obteve seu doutorado pela Universidade Gama Filho, com a tese “A Formação do Pensamento Filosófico Brasileiro”.
Foi Coordenador do Centro de Estudos do pensamento Brasileiro (UFRJ 1982/96); Implantou e foi o Coordenador do Curso de Mestrado da Faculdade de Direito da Universidade do Estado do Rio de Janeiro (1988/92), Coordenou o curso de Pós-graduação em Filosofia (UFRJ 1987 a 1989); foi Diretor do Núcleo de Estudos e Pesquisas Sociais (UERJ 1986-88), Membro do Conselho Deliberativo da Coordenação de Aperfeiçoamento de Pessoal de Nível Superior – (CAPES 1986-88), Membro titular do Conselho Universitário (UERJ 1983-85), Diretor da Faculdade de Serviço Social (UERJ 1980-84), Coordenador de Estudo de Problemas Brasileiros (UFRJ 1977-82), Membro suplente do Conselho Universitário (UERJ 1979-81), Sub-Chefe do Departamento de Filosofia (UFRJ 1979-81) e Diretor pro-tempore da Faculdade de Serviço Social (UERJ de 1978-80).
Foi Professor Adjunto da Universidade do Estado do Rio de Janeiro até 1992, Professor Titular da Universidade Católica de Petrópolis (1987-92), Integrante do Corpo Docente do Programa Pós-graduação em Filosofia da UFRJ desde 1978, Membro de várias Comissões Examinadoras nos concursos de ingresso nos cursos de Mestrado e Doutorado em Filosofia da UFRJ, Membro de várias bancas examinadoras de dissertações de Mestrado e teses de Doutorado na UFRJ e, como convidado, em outras Universidades, Membro de várias bancas examinadoras de dissertações de Mestrado em Estudo de Problemas Brasileiros na UERJ.
É Membro Titular do Instituto Brasileiro de Filosofia, Membro Titular da Academia Brasileira de Filosofia, Membro Titular do Instituto dos Advogados Brasileiros, Presidente da Seção do Rio de Janeiro do Instituto Brasileiro de Filosofia e Membro Correspondente do Instituto Histórico e Geográfico do Estado do Espírito Santo.
É, também, Membro Fundador do Instituto de Filosofia Luso-brasileira, com sede em Lisboa.

## Obras destacadas
- Pequenos Estudos de Filosofia Brasileira. Rio de Janeiro, Editora NAU, 1998, 2ª edição.
- Cinco Lições de Filosofia do Direito. Rio de Janeiro, Lumen Juris, 1997.
- Farias Brito e as Origens do Existencialismo no Brasil. São Paulo, Convívio, 1984, 2ª edição.
- Partidos Políticos e Sistemas Eleitorais no Brasil, Brasília, Editora UNB, 1982.
- O Tema da Consciência na Filosofia Brasileira. São Paulo, Convívio, 1982
- Momentos do Pensamento Luso-brasileiro. Rio de Janeiro, Tempo Brasileiro, 1981.
- Farias Brito e as Origens do Existencialismo no Brasil. Rio de Janeiro, Tempo Brasileiro, 1979.

Segundo a Professora Dra. Constança Marcondes César, "Aquiles Cortes Guimarães, estudioso da fenomenologia husserliana, propõe uma interpretação da fenomenologia jurídica, inspirando-se em Husserl, Scheler e integra, na sua interpretação, alguns conceitos importantes de Miguel Reale, como o de invariantes axiológicas, bem como algumas contribuições de Ricoeur, no que tange à meditação sobre o justo."